# Leionema hillebrandii
Leionema hillebrandii är en vinruteväxtart som först beskrevs av James Hamlyn Willis, och fick sitt nu gällande namn av Paul G. Wilson. Leionema hillebrandii ingår i släktet Leionema och familjen vinruteväxter. Inga underarter finns listade i Catalogue of Life.